# 小山愛子
小山 愛子（こやま あいこ、12月28日 - ）は、日本の漫画家。青森県十和田市出身、横浜市育ち。主に小学館で活動している。

## 略歴
漫画家である西条真二や雷句誠のアシスタントを経て、2001年、まんがカレッジ努力賞受賞。同年、少年サンデー超増刊に『日常戦線』でデビュー。
2016年、『週刊少年サンデー』にて『舞妓さんちのまかないさん』を連載開始。2020年1月22日には同作で第65回小学館漫画賞（少年向け）を受賞。

## 人物
レトロ趣味があり、古い薬棚や時計を収集している。普段着も着物が多い。「スポーツは苦手」とのことで、『PING PONG RUSH』連載時は大変苦労したとのこと。

## 作品リスト

### 連載
- けっぱれ！大黒（『週刊少年サンデー超』2003年7月25日号 - 2003年11月25日号）
- アイアンフェザー（原作：コナミ、『小学三年生』2005年4月号 - 2006年3月号）
- PING PONG RUSH（『週刊少年サンデー超』2009年4月号 - 2010年1月号）
- ちろり（『ゲッサン』2011年7月号 - 2015年12月号）
- 勤労クレシェンド（『ビッグコミックスピリッツ』2015年4・5合併号 - 2015年45号）
- 舞妓さんちのまかないさん（『週刊少年サンデー』2017年5・6合併号 - 2025年8号[6]）

### 読み切り
- 日常戦線（『週刊少年サンデー超』2001年10月25日号）
- 杏仁遊戯（『少年サンデー特別増刊R』2002年4月15日号）
- Go!Go!ライダー（『週刊少年サンデー超』2002年5月25日号）
- ニポリの空（『週刊少年サンデー』2002年33号）
- ヘブンズ★スター（『週刊少年サンデー超』2003年4月25日号）
- タマ!!!!〜真夏のグランドスラム〜（『週刊少年サンデー』2004年29号）
- ハルが来た！（『週刊少年サンデー』2005年27号）
- 岡田武史 サッカー日本代表監督物語（原作：横田直幸、協力：日本サッカー協会、『GAKUMANplus』2010年7月号）
- 十和田'83（『ゲッサン』2014年11月号）
- 始発電車（『週刊少年サンデー』2016年45号）

### 書籍
- 『アイアンフェザー』、原作：コナミ、小学館〈てんとう虫コミックススペシャル〉2006年、全2巻
- 『PING PONG RUSH』、小学館〈少年サンデーコミックス〉2009年 - 2010年、全2巻
- 『ちろり』、小学館〈ゲッサン少年サンデーコミックススペシャル〉2012年 - 2016年、全8巻
- 『勤労クレシェンド』、小学館〈ビッグコミックス〉2015年 - 2016年、全2巻
- 『舞妓さんちのまかないさん』、小学館〈少年サンデーコミックス スペシャル〉2017年 - 2025年、全30巻